# Меандър
 Тази статия е за общото понятие.  За реката в Мала Азия вижте Бююк Мендерес.  
Меандърът е плавна извивка на река във форма на подкова, образувала се под действието на съвкупност от фактори. Обикновено, но не винаги, меандрите представляват поредица. Подобно извиване на реката се нарича „меандриране“.

## Произход на названието
Меандър (Meander) е латинското название на река в западна Мала Азия (дн. Турция). Оригиналното име на реката е гръцко - Меандрос (Μαίανδρος), а днес се нарича Голям Мендерес. В долното си течение реката създава типични меандри и тъй като е била единственият познат на древните гърци такъв пример, името ѝ става нарицателно за тези форми.
Съществува вид украса, наречена по същия начин, характерна за Античността. При нея формите напомнят речни меандри.

## Образуване и описание
Принципът на меандрите е един, но те се различават в зависимост от това в какви форми на релефа си пробиват път. Съществуват долинни и равнинни меандри.

### Равнинни (блуждаещи) меандри
Появята на меандри зависи от силата и обема на течението. Ако те са в определено съотношение, реката започва да подмива (да руши) и разширява външната страна на малките речни завои. Този процес се нарича странична ерозия. Същевременно във вътрешните завои отлага и натрупва отнесения материал - най-често пясък, но също и дребни обли камъчета. Така малките завои стават все по-големи. Външният край е стръмен, а вътрешният е полегат и се нарича лъкà.
Меандрите следват геометрична логика. Колкото по-големи стават завоите отляво, толкова големи са и отдясно. Идеалната мислена линия, в която тече реката, разделя руслото ѝ на две равни части и ако се извадят десните от левите амплитуди, се получава нула. За цял меандър се считат два завоя от едно пресичане на тази мислена линия до по-следващото. Разстоянието между тези две пресечни точки се нарича дължина на меандъра, а разстоянието от мислената ос до външния край на извивката - ширина на меандъра. Все пак меандрите не са идеални криви (синусоиди) - те имат по-закръглена форма, при която външните части на два съседни меандъра могат да се сближат дотолкова, че да се слеят.

### Долинни (всечени) меандри
В този случай реката е изградила меандри в равнина, след което е започнало тектонско издигане на районите, където тече. Въпреки това, издълбавайки антецедентни долини, тя запазва руслото си, вкопавайки се дълбоко в терена. Такъв е примерът с река Рейн, чиито меандри преди 25 млн. г. все още са се намирали в равнина. Оттогава започва издигането на шистови масиви, но по-бавно от ерозията, причинена от реката. Днес Рейн тече по старото си легло, което красиво се вие в планините. Такива са и меандрите на река Янтра край В. Търново и на Искър при Урвич.
Възможно е единични меандри да се появят и по по-прости причини. Ако река в планински район стигне до препятствие, което не може да преодолее, тя го заобикаля под формата на меандър. Такъв е произходът на меандрите на река Арда. Този вид меандри не следват геометрична логика.

## Движение и пробиви на меандрите
Равнинните меандри често менят ширината и дължината си, прекъсват се и създаването им започва отначало. Като цяло се отчита „придвижване“ на меандрите надолу по течението. Такива меандри се наричат свободни или блуждаещи. Когато водният поток прокопае границата между два меандъра, се открива по-пряк път. Остатъците от меандри, през което реката вече не тече, остават дълго време като крайречни езера - старици. Наричат се също поймени езера, тъй като са образувани върху заливната тераса на реката. Възможно е да оцелеят дълго чрез инфилтрация на подпочвени води от реката, но крайният резултат е, че се затлачват, превръщат се в блата, след това в торф и накрая напълно изчезват.

## Известни меандри
Река Увац, Сърбия - каньонът с меандрите е обявен за резерват;
Каньонът Глен в САЩ;
Меандърът на река Вълтава, Чехия;
Реките Севърн, Клайд и други на Британските острови;
Реките в Амазонската низина, включително Амазонка;

### В България
В България най-известни са меандрите на реките Арда и Янтра. Меандрите на Арда се считат за много красиви, особено там, където са станали част от язовирите Кърджали и Ивайловград. Янтра е създала уникални долинни меандри в Търновския пролом, около хълмовете Царевец и Трапезица. След навлизането си в Дунавската равнина тя продължава да меандрира, като някои от тези завои (например при селата Върбица и Драганово) са с впечатляващи размери.

## Галерия
- Меандър на река Арда
- Меандър на река Янтра във Велико Търново
- Меандър на река Вълтава
- Резерватът на река Увац
- Река Клайд в Шотландия
- Глен Каньон